# Bāvaj
Bāvaj (persiska: باوج) är en ort i Iran.   Den ligger i provinsen Khuzestan, i den centrala delen av landet, 500 km söder om huvudstaden Teheran. Bāvaj ligger 528 meter över havet och antalet invånare är 594.
Terrängen runt Bāvaj är varierad.Runt Bāvaj är det ganska tätbefolkat, med 56 invånare per kvadratkilometer. Närmaste större samhälle är Patak-e Beygdelī, 15,3 km norr om Bāvaj. Trakten runt Bāvaj är ofruktbar med lite eller ingen växtlighet.